# Чешка на Светском првенству у атлетици на отвореном 2019.
Чешка је на 17. Светском првенству у атлетици на отвореном 2019. одржаном у Дохи од 27. септембра до 6. октобра учествовала четрнаести пут, односно учествовала је под данашњим именом на свим првенствима од 1993. до данас. Репрезентацију Чешке представљало је 23 такмичара (9 мушкараца и 14 жена) у 18 дисциплина (6 мушких и 12 женских).,
На овом првенству такмичари Чешке нису освојили ниједну медаљу. У табели успешности према броју и пласману такмичара који су учествовали у финалним такмичењима (првих 8 такмичара) Чешка је са 2 учесника у финалу делила 42. месту са 8 бодова.
| Плас. | Земља | 1. место | 2. место | 3. место | 4. место | 5. место | 6. место | 7. место | 8. место | Бр. финал. | Бод. |
| ----- | ----- | -------- | -------- | -------- | -------- | -------- | -------- | -------- | -------- | ---------- | ---- |
| =42.  | Чешка | 0        | 0        | 0        | 0        | 2        | 0        | 0        | 0        | 2          | 8    |

## Учесници
| Мушкарци: - Филип Сасинек — 1.500 м - Јакуб Холуша — 1.500 м - Вит Милер — 400 м препоне, 4х400 м - Јан Тесар — 4х400 м, 4х400 м (м+ж) - Михал Десенски — 4х400 м - Патрик Шорм — 4х400 м, 4х400 м (м+ж) - Томаш Стањек — Бацање кугле - Јакуб Вадлејх — Бацање копља - Витјезслав Весели — Бацање копља | Жене: - Лада Вондрова — 400 м, 4х400 м (м+ж) - Диана Мезулианикова — 800 м - Кристина Маки — 1.500 м - Марцела Јоглова — Маратон - Зузана Хејнова — 400 м препоне - Тереза Петржилкова — 4х400 м (м+ж) - Анежка Драхотова — Ходање 20 км - Романа Малачова — Скок мотком - Елишка Станкова — Бацање диска - Катежина Шафранкова — Бацање кладива - Барбора Шпотакова — Бацање копља - Никола Огродникова — Бацање копља - Ирена Шедива — Бацање копља - Катарина Цахова — Седмобој |  |

## Резултати

### Мушкарци
| Атлетичар                                      | Дисциплина    | Лични рекорд | Квалификације  | Квалификације  | Полуфинале            | Полуфинале            | Финале                | Финале       | Детаљи |
| Атлетичар                                      | Дисциплина    | Лични рекорд | Резултат       | Место          | Резултат              | Место                 | Резултат              | Место        | Детаљи |
| ---------------------------------------------- | ------------- | ------------ | -------------- | -------------- | --------------------- | --------------------- | --------------------- | ------------ | ------ |
| Филип Сасинек                                  | 1.500 м       | 3:36,32      | 3:38,17        | 9. у гр. 1     | Нису се квалификовали | Нису се квалификовали | Нису се квалификовали | 27 / 43 (45) |        |
| Јакуб Холуша                                   | 1.500 м       | 3:32,49 НР   | 3:39,79        | 11. у гр. 3    | Нису се квалификовали | Нису се квалификовали | Нису се квалификовали | 32 / 43 (45) |        |
| Вит Милер                                      | 400 м препоне | 49,36        | 50,15 КВ       | 4. у гр. 4     | 49,97                 | 7. у гр. 3            | Нису се квалификовали | 19 / 38 (39) |        |
| Јан Тесар Михал Десенски Патрик Шорм Вит Милер | 4 х 400 м     | 3:00,91 НР   | 3:02,97 НРС    | 5. у гр. 2     |                       |                       | Нису се квалификовали | 11 / 15 (16) |        |
| Томаш Стањек                                   | Бацање кугле  | 22,01 НР     | 21,02 КВ       | 6. у гр. А     | 20,79                 | 10 / 34 (35)          |                       |              |        |
| Витјезслав Весели                              | Бацање копља  | 88,34        | Није стартовао | Није стартовао | Није се квалификовао  | Није се квалификовао  |                       |              |        |
| Јакуб Вадлејх                                  | Бацање копља  | 89,73        | 83,87 КВ       | 3. у гр. А     | 82,19                 | 5 / 30 (32)           |                       |              |        |

### Жене
| Атлетичарка         | Дисциплина     | Лични рекорд | Квалификације  | Квалификације | Полуфинале            | Полуфинале            | Финале                | Финале       | Детаљи |
| Атлетичарка         | Дисциплина     | Лични рекорд | Резултат       | Место         | Резултат              | Место                 | Резултат              | Место        | Детаљи |
| ------------------- | -------------- | ------------ | -------------- | ------------- | --------------------- | --------------------- | --------------------- | ------------ | ------ |
| Лада Вондрова       | 400 м          | 51,71        | 52,23 КВ       | 3. у гр. 1    | 52,25                 | 8. у гр. 2            | Није се квалификовала | 20 / 47 (48) |        |
| Диана Мезулианикова | 800 м          | 2:01,36      | 2:03,48        | 6. у гр. 4    | Није се квалификовала | Није се квалификовала | Није се квалификовала | 30 / 40 (41) |        |
| Кристина Маки       | 1.500 м        | 4:06,71      | 4:06,61 кв, ЛР | 8. у гр. 1    | 4:17,65               | 11. у гр. 1           | Није се квалификовала | 23 / 35      |        |
| Марцела Јоглова     | Маратон        | 2:36:53      |                |               |                       |                       | 2:52:22               | 20 / 40 (70) |        |
| Зузана Хејнова      | 400 м препоне  | 52,83 НР     | 55,33 КВ       | 2. у гр. 2    | 54,41 КВ              | 2. у гр. 2            | 54,23                 | 5 / 36 (39)  |        |
| Анежка Драхотова    | 20 км ходање   | 1:26:53 НР   |                |               |                       |                       | 1:38:29               | 19 / 39 (45) |        |
| Романа Малачова     | Скок мотком    | 4,62д        | 4,35           | 12. у гр. А   |                       |                       | Нису се квалификовале | 22 / 31 (32) |        |
| Елишка Станкова     | Бацање диска   | 60,48        | 58,98 ЛРС      | 8. у гр. Б    | 17 / 29 (30)          |                       | Нису се квалификовале |              |        |
| Катежина Шафранкова | Бацање кладива | 72,47 НР     | 65,46          | 15. у гр. Б   | 29 / 30               |                       | Нису се квалификовале |              |        |
| Барбора Шпотакова   | Бацање копља   | 72,28 СР, НР | 62,15 кв       | 3. у гр. Б    | 59,87                 | 9 / 31                |                       |              |        |
| Никола Огродникова  | Бацање копља   | 67,40        | 61,17          | 4. у гр. А    | 56,01                 | 11 / 31               |                       |              |        |
| Ирена Шедива        | Бацање копља   | 61,32        | 60,90 кв       | 6. у гр. Б    | 55,86                 | 12 / 31               |                       |              |        |

#### Седмобој
| Дисциплина    | Катарина Цахова | Катарина Цахова | Катарина Цахова | Катарина Цахова | Катарина Цахова | Катарина Цахова |
| Дисциплина    | Лични рекорд    | Резултат        | Бод.            | Плас.           | Укупно          | Плас.           |
| ------------- | --------------- | --------------- | --------------- | --------------- | --------------- | --------------- |
| 100 м препоне | 13,05           | 13,47 ЛРС       | 1.055           | 12.             | 1.055           | 12.             |
| Скок увис     | 1,85            | 1,74 ЛРС        | 903             | 15.             | 1.958           | 15.             |
| Бацање кугле  | 13,32           | 12,58 ЛРС       | 700             | 17.             | 2.658           | 17.             |
| 200 м         | 24,10           | 24,95           | 891             | 15.             | 3.549           | 17.             |
| Скок удаљ     | 6,40            | 5,79            | 786             | 17.             | 4.335           | 16.             |
| Бацање копља  | 47,47           | 46,11           | 785             | 9.              | 5.120           | 17.             |
| 800 м         | 2:12,38         | 2:16,85 ЛРС     | 867             | 10.             | 5.987           | 16.             |
| Седмобој      | 6.400           |                 |                 |                 | 5.987           | 16 / 27 (31)    |

### Мешовито
| Атлетичари                                                             | Дисциплина | Лични рекорд | Квалификације | Квалификације | Полуфинале | Полуфинале | Финале                | Финале  | Детаљи |
| Атлетичари                                                             | Дисциплина | Лични рекорд | Резултат      | Место         | Резултат   | Место      | Резултат              | Место   | Детаљи |
| ---------------------------------------------------------------------- | ---------- | ------------ | ------------- | ------------- | ---------- | ---------- | --------------------- | ------- | ------ |
| Јан Тесар (м) Лада Вондрова (ж) Тереза Петржилкова (ж) Патрик Шорм (м) | 4 х 400 м  | 3:17,53 НР   | 3:18,01       | 8. у гр. 1    |            |            | Нису се квалификовали | 15 / 16 |        |